# Đỗ Văn Chiến
Đỗ Văn Chiến (sinh ngày 10 tháng 11 năm 1962) là một chính trị gia người Việt Nam, dân tộc Sán Dìu. Ông hiện là Ủy viên Bộ Chính trị khóa XIII, Bí thư Trung ương Đảng khóa XIII, Bí thư Đảng đoàn, Chủ tịch Ủy ban Trung ương Mặt trận Tổ quốc Việt Nam, Đại biểu Quốc hội Việt Nam khóa XV nhiệm kỳ 2021 - 2026, thuộc Đoàn Đại biểu Quốc hội tỉnh Nghệ An.

## Xuất thân
Đỗ Văn Chiến sinh ngày 10 tháng 11 năm 1962, quê quán ở xã Ninh Lai, huyện Sơn Dương, tỉnh Tuyên Quang.
Ông hiện cư trú ở quận Tây Hồ, thành phố Hà Nội.

## Giáo dục
- Kĩ sư nông nghiệp Trường Đại học Nông nghiệp III Bắc Thái (1980-1986), khoa Trồng trọt[3]
- Ngoại ngữ: Tiếng Anh trình độ A, tiếng Nga trình độ A[4]
- Cao cấp lí luận chính trị

## Sự nghiệp
- Ông gia nhập Đảng Cộng sản Việt Nam vào ngày 13/9/1986, ngày chính thức: 13/9/1987.
- 10/1986 - 10/1988: Cán bộ, sau đó là Phó phòng Hành chính - Tổng hợp, Trường Đại học Nông nghiệp III Bắc Thái.
- 11/1988 - 7/1993: Trợ lý kỹ thuật, Trưởng phòng Điều độ sản xuất, sau đó là Phó Giám đốc Xí nghiệp Nông công nghiệp chè Tân Trào thuộc Liên hiệp các Xí nghiệp chè Việt Nam.
- 8/1993 - 11/1994: Ủy viên Ban Thường vụ Huyện ủy, Phó Chủ tịch UBND huyện Sơn Dương, tỉnh Tuyên Quang.
- 12/1994 - 1/1996: Phó trưởng Ban Tài chính - Quản trị Tỉnh ủy Tuyên Quang.
- 2/1996 - 2/1998: Phó Trưởng ban rồi Tỉnh ủy viên, Phó Trưởng ban Thường trực Ban Tổ chức Tỉnh ủy Tuyên Quang.
- 3/1998 - 7/2001: Ủy viên Ban Thường vụ Tỉnh ủy, Bí thư Huyện ủy, Chủ tịch HĐND huyện Yên Sơn, tỉnh Tuyên Quang.
- 8/2001 - 6/2009: Ủy viên Ban Thường vụ Tỉnh ủy, Phó Chủ tịch rồi Phó Chủ tịch Thường trực UBND tỉnh Tuyên Quang.
- Tại Đại hội đại biểu toàn quốc lần thứ X của Đảng được bầu làm Ủy viên dự khuyết Ban Chấp hành Trung ương Đảng.
- 6/2009 - 7/2011: Ủy viên dự khuyết Trung ương Đảng, Phó Bí thư Tỉnh ủy, Chủ tịch UBND tỉnh Tuyên Quang. Đại biểu Quốc hội khóa XIII
- Tại Đại hội đại biểu toàn quốc lần thứ XI của Đảng được bầu vào Ban Chấp hành Trung ương Đảng.
- 8/2011 - 2/2015: Ủy viên Trung ương Đảng, Bí thư Tỉnh ủy Yên Bái;.
- 02/2015 - 4/2016: Ủy viên Trung ương Đảng, Ủy viên Ban Cán sự Đảng, Thứ trưởng, Phó Chủ nhiệm Ủy ban Dân tộc;
- Tại Đại hội đại biểu toàn quốc lần thứ XII của Đảng được bầu vào Ban Chấp hành Trung ương Đảng.
- Ngày 09 tháng 4 năm 2016: Tại kỳ họp thứ 11, Quốc hội khóa XIII, được Quốc hội phê chuẩn, Chủ tịch nước bổ nhiệm giữ chức Bộ trưởng, Chủ nhiệm Ủy ban Dân tộc, nhiệm kỳ 2011 - 2016, thay cho ông Giàng Seo Phử.
- Ngày 27 tháng 7 năm 2016: Tại kỳ họp thứ 1, Quốc hội khóa XIV, được Quốc hội phê chuẩn, Chủ tịch nước bổ nhiệm giữ chức Bộ trưởng, Chủ nhiệm Ủy ban Dân tộc, nhiệm kỳ 2016 - 2021.
- Ngày 30 tháng 1 năm 2021, tại phiên bầu cử Đại hội Đảng toàn quốc lần thứ XIII, ông được bầu làm Ủy viên chính thức Ban Chấp hành Trung ương Đảng Cộng sản Việt Nam khoá XIII.
- Ngày 31 tháng 1 năm 2021, tại phiên họp đầu tiên của Trung ương Đảng khóa XIII, ông được bầu làm Bí thư Trung ương Đảng khóa XIII.
- Ngày 06 tháng 4 năm 2021, Đảng đoàn Mặt trận Tổ quốc Việt Nam tổ chức Hội nghị công bố quyết định của Bộ Chính trị về công tác cán bộ. Quyết định của Bộ Chính trị chỉ định đồng chí Đỗ Văn Chiến, Bí thư Trung ương Đảng, Bí thư Ban cán sự đảng, Bộ trưởng, Chủ nhiệm Ủy ban Dân tộc giữ chức Bí thư Đảng đoàn MTTQ Việt Nam nhiệm kỳ 2019-2024.
- Ngày 7 tháng 4 năm 2021, tại kỳ họp thứ 11, Quốc hội khóa XIV, Quốc hội Việt Nam đã thông qua nghị quyết miễn nhiệm chức Bộ trưởng, Chủ nhiệm Ủy ban Dân tộc, nhiệm kỳ 2016 - 2021 của ông Đỗ Văn Chiến theo đề nghị của Thủ tướng Chính phủ Phạm Minh Chính.
- Ngày 8 tháng 4 năm 2021, tại kỳ họp thứ 11, Quốc hội khóa XIV, Quốc hội Việt Nam đã thông qua nghị quyết bầu ông Đỗ Văn Chiến giữ chức Phó Chủ tịch Hội đồng bầu cử Quốc gia Việt Nam (Tại Nghị quyết số 158/2021/QH14).
- Ngày 12 tháng 4 năm 2021, Ủy ban Trung ương Mặt trận Tổ quốc Việt Nam tổ chức hội nghị hiệp thương để cử ông Đỗ Văn Chiến, Bí thư Trung ương Đảng, Bí thư Đảng Đoàn Mặt trận Tổ quốc Việt Nam, tham gia T.Ư, Đoàn Chủ tịch và giữ chức Chủ tịch Mặt trận Tổ quốc Việt Nam. Với 100% các đại biểu có mặt đã đồng ý cử ông Đỗ Văn Chiến làm Chủ tịch Ủy ban Trung ương Mặt trận Tổ quốc Việt Nam.
Ngày 4 tháng 6 năm 2021, Thủ tướng Chính phủ Phạm Minh Chính ký Quyết định số 855/QĐ-TTg, bổ nhiệm ông Đỗ Văn Chiến làm Phó Chủ tịch Hội đồng Thi đua - Khen thưởng Trung ương.
Ngày 25 tháng 8 năm 2021, Thủ tướng Chính phủ Phạm Minh Chính ký Quyết định số 1438/QĐ-TTg, bổ nhiệm ông Đỗ Văn Chiến làm Ủy viên Ban chỉ đạo Quốc gia phòng, chống dịch COVID-19, Trưởng Tiểu ban Vận động và huy động xã hội thuộc Ban Chỉ đạo Quốc gia phòng, chống dịch COVID-19.